# Цвикић
Цвикић је српска породица из околине Бањалуке, највише у општини Лакташи. У протеклих сто година, највише Цвикића је рођено у општини Лакташи. Цвикићи који су на простору приједорске парохије славе Св. Јована Крститеља, Цвикићи на простору маховљанске парохије славе Аранђеловдан, а Цвикићи из Горње Крајине славе Св. великомученика Георгија.

## Цвикићи у Хрватској
У Хрватској данас живи око 90 Цвикића у око 35 домаћинстава. Цвикићи су присутни у девет жупанија, у укупно 18 општина и 25 насеља. Највише Цвикића се налази у урбаним срединама (68%)

## Миграције
Највећа миграција, у прошлом веку, Цвикића је из Лакташа у Ријеку.